# The Blood of Fu Manchu
The Blood of Fu Manchu is een Britse misdaadfilm uit 1968, gebaseerd op het personage Fu Manchu. De film werd geregisseerd door Jesus Franco. De hoofdrollen werden vertolkt door Christopher Lee, Richard Greene en Howard Marion-Crawford.

## Verhaal
Fu Manchu wil de 10 grootste wereldleiders vermoorden. Om dit te bereiken besmet hij 10 vrouwen die geregeld bij deze leiders in de buurt komen met een gevaarlijk gif.

## Rolverdeling
| Acteur                 | Personage                              |
| ---------------------- | -------------------------------------- |
| Christopher Lee        | Fu Manchu                              |
| Richard Greene         | Nayland Smith                          |
| Howard Marion-Crawford | Dr. Petrie (as Howard Marion Crawford) |
| Götz George            | Carl Jansen                            |
| Maria Rohm             | Ursula Wagner                          |
| Ricardo Palacios       | Sancho Lopez                           |
| Loni von Friedl        | Celeste                                |
| Frances Khan           | Carmen                                 |
| Tsai Chin              | Lin Tang                               |

## Achtergrond
De film staat ook bekend onder de titels Fu Manchu and the Keys of Death, Fu Manchu and the Kiss of Death en Fu Manchu's Kiss of Death.